# Conophytum jucundum
Conophytum jucundum är en isörtsväxtart. Conophytum jucundum ingår i släktet Conophytum, och familjen isörtsväxter.

## Underarter
Arten delas in i följande underarter:
- C. j. fragile
- C. j. jucundum
- C. j. marlothii
- C. j. ruschii

## Bildgalleri

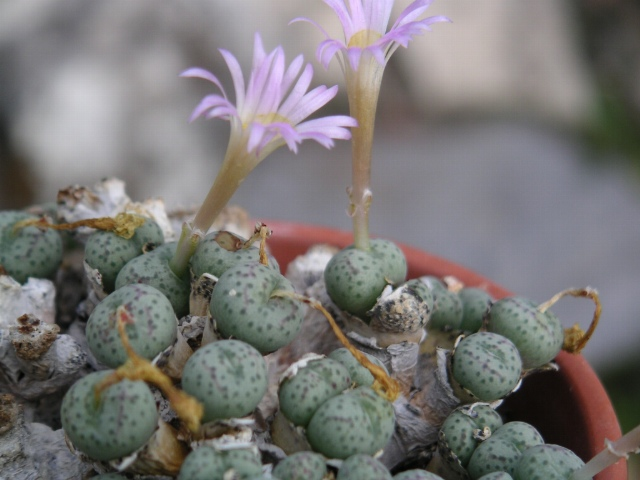
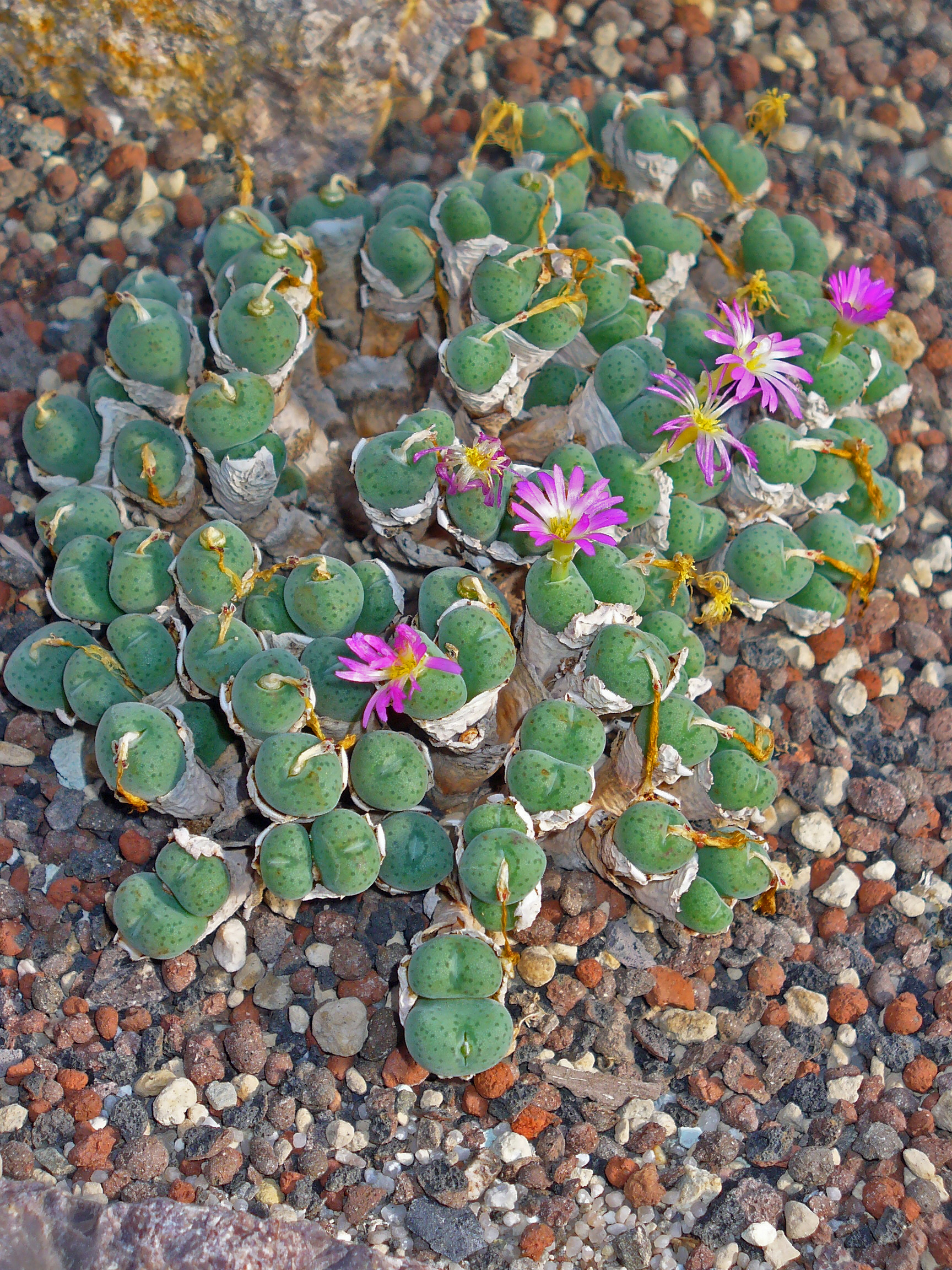
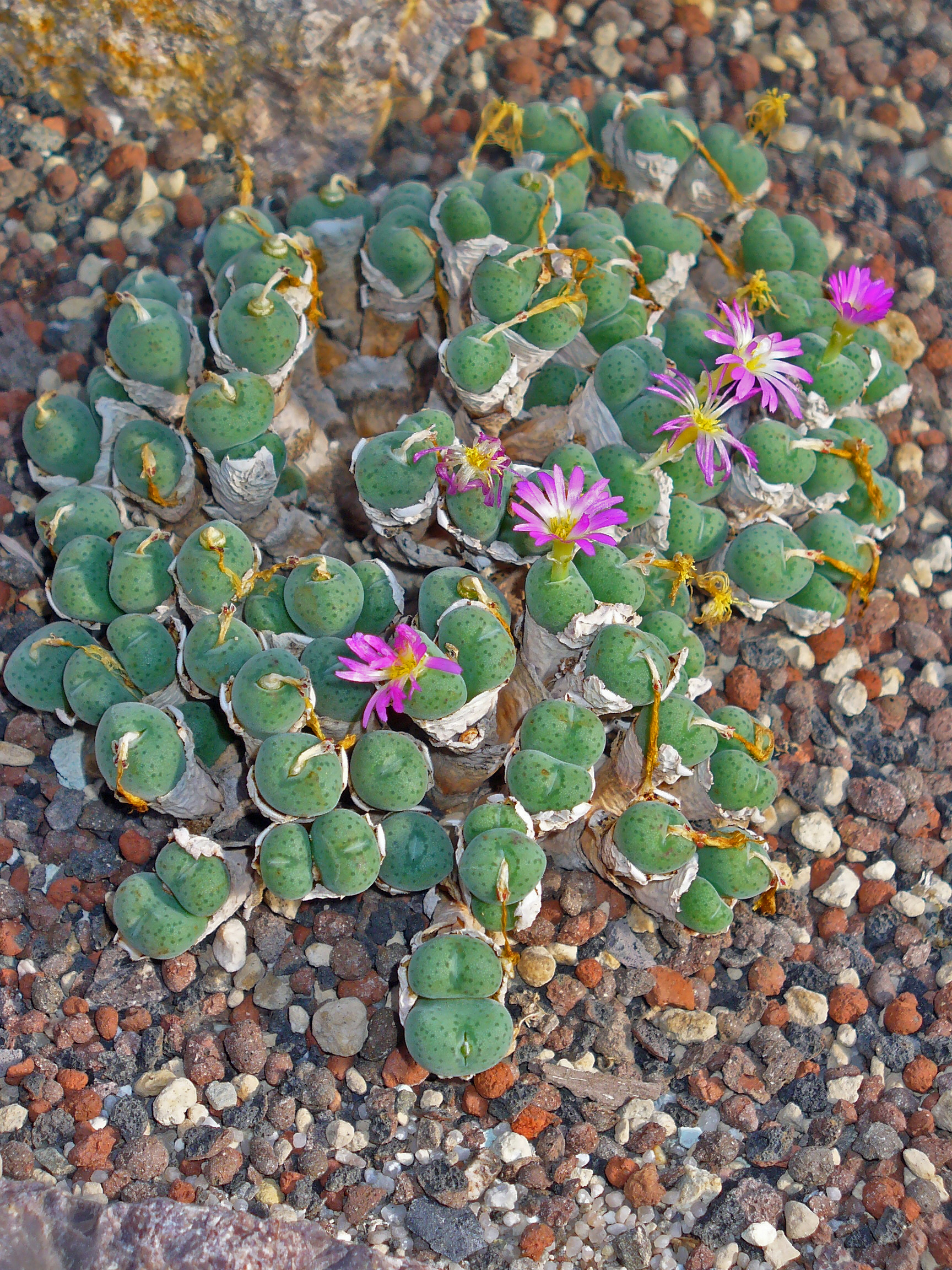